# Битва при Акахутле
Битва при Акахутле (исп. Batalla de Acajutla) — сражение, состоявшееся 8 июля 1524 года между испанскими конкистадорами под командованием Педро де Альварадо и индейцами пипили в районе Акахутла.

## Предыстория
Эрнан Кортес после взятия Теночтитлана, столицы Ацтекской империи, приказал Педро де Альварадо завоевать территории южнее силами 120 всадников, 300 пехотинцев и нескольких сотен индейцев чолула и тлакскала. После покорения высокогорных городов-государств майя современной Гватемалы, испанцы вышли к территории индейцев пипили с городом Кускатлан. Какчикели, которые давно воевали с Кускатланом за контроль над регионом, богатым производством какао, объединились с отрядами Альварадо и поддержали его кампанию против своих врагов. В сопровождении нескольких тысяч воинов какчикель Альварадо двинулся на Кускатлан. 6 июня 1524 года встала лагерем на современной территории Сальвадора, на берегу реки Паз. Получив известия о приближающихся испанских силах, крестьяне пипили, проживавшие в окрестностях территории, бежали.

## Ход сражения
8 июня 1524 года конкистадоры прибыли в окрестности Акахутла, в деревню под названием Акаксуаль. Там, в соответствии с записями, завязалась битва между противоположными силами. Пипили носили доспехи из хлопка («толщиной в три пальца», по словам Альварадо) и были вооружены длинными копьями. Это обстоятельство будет иметь решающее значение в битве. Альварадо приказал обстрелять линию обороны пипили из луков и арбалетов, но туземцы не отступили. Конкистадор заметил соседний холм и знал, что это может быть удобным местом для засады. Альварадо сделал вид, что его армия отказалась от боя и отступил. Пипили вдруг бросились на испанцев, оголив свою линию обороны. Это дало Альварадо возможность нанести огромные потери индейцам. Пипили падали на землю и не могли встать на ноги из-за большого веса их хлопковых доспехов, что позволило испанцам добивать упавших.
По словам Альварадо: «…потери были настолько велики, что за короткое время не было ни одного оставшегося в живых…». Тем не менее, армия Альварадо не обошлась без потерь. В битве сам Альварадо был ранен броском из пращи в бедро, получил перелом бедренной кости. По местным сказаниям камень был брошен татони (князем) Атоналем. Несмотря тяжёлое ранение, он продолжил завоевательную кампанию.